# Mihin Lanka
Mihin Lanka was een luchtvaartmaatschappij uit Sri Lanka met de thuisbasis in Colombo.

## Geschiedenis
Mihin Lanka is opgericht in 2006 door de regering van Sri Lanka als low-cost maatschappij. Na jaren verlies te hebben geleden, schortte de maatschappij in 2016 de diensten op. Vloot en organisatie zullen worden samengevoegd met de nationale carrier Srilankan.

## Bestemmingen
Mihin Lanka voerde lijnvluchten uit naar: (november 2007)
- Bangkok, Bodhgaya, Colombo, Dubai, Malé, Singapore, Trivandrum, Tiruchirapally.

## Vloot
De vloot van Mihin Lanka bestond in 2007 uit:
- 1 Airbus AB320-200
- 1 Airbus AB321-100
- 1 Fokker F27-500